# Épître à Philémon
L'Épître à Philémon est un livre canonique du Nouveau Testament dont l’auteur est l'apôtre Paul de Tarse (« Saint Paul »). C'est une brève lettre personnelle de Paul adressée à Philémon, un chrétien de Colosse et l'un de ses disciples.

## Le document

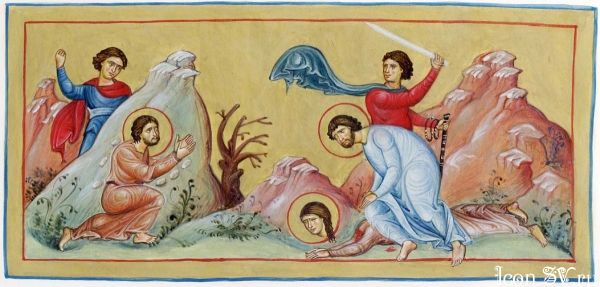
Icone de Philémon

L'apôtre Paul écrit cette lettre « de sa propre main » (Phm. v19) pendant son premier emprisonnement à Rome. Elle est envoyée à son disciple Philémon, chrétien de Colosse. Très brève, elle n’est pas divisée en chapitres et est considérée comme la plus personnelle de Paul. Bien que « personnelle », la lettre n'en est pas strictement privée pour autant car Paul y salue la communauté chrétienne : « l'église qui s'assemble dans ta maison » (Phm. v2)

## Origine et datation

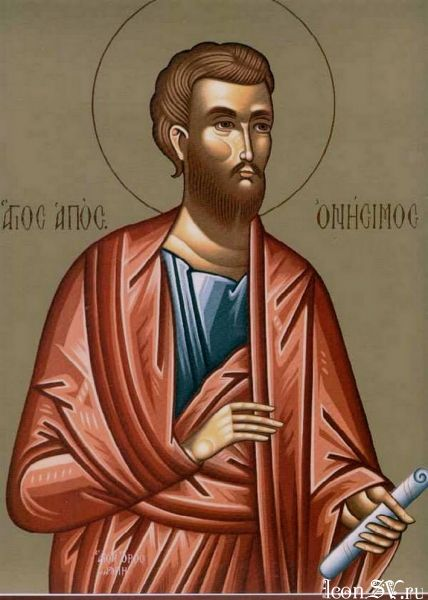
Saint Onésime

Ce texte fait partie des sept épîtres reconnues comme authentiquement rédigées par Paul.
Les mentions répétées de la captivité de Paul de Tarse peuvent laisser penser que la lettre a été composée à Rome, Césarée ou Éphèse, cette dernière étant la meilleure candidate dans la mesure où elle répond le mieux à l'épisode du refuge d'Onésime chez Paul tandis que la tradition manuscrite inclinerait davantage vers Rome. La date de rédaction de la lettre est vraisemblablement à situer lors du séjour de Paul en Asie Mineure entre 51 et 55.

## Contenu
Paul a un problème à régler avec Philémon. Onésime, esclave de Philémon, à la suite d’une « indélicatesse » (« s'il t'a fait quelque tort… » : Phm. v18) a pris la fuite. Rencontrant Paul, il s'est attaché à lui, s'est converti et en a reçu le baptême. Il est même devenu un collaborateur. Paul sait cependant que la loi romaine l'oblige à rendre l'esclave fugitif à son maître[réf. nécessaire], ce qu'il fait.
Paul renvoie donc Onésime à Colosse en compagnie de Tychique (Col 4,9). Il est porteur de cette lettre où la personnalité de Paul apparaît sous un jour très humain. Il ne force rien, n'ordonne rien, mais invite Philémon à recevoir son ancien esclave comme un frère bien-aimé (« Il l'est tellement pour moi. Reçois-le comme si c'était moi » : Phm v16). Si tort lui a été fait, que cela soit mis sur le compte de Paul (« C'est moi qui paierai… » : Phm v19). Paul se fait presque suppliant : « je sais que tu feras encore plus que je ne dis… » Phm v21).
Paul conclut la lettre par l'annonce de sa visite et les salutations d'usage aux proches de Philémon et autres membres de l'église (communauté chrétienne) de Colosse.